# 约翰·米伦
约翰·米伦（英語：John Millen，1960年10月18日—），加拿大男子帆船运动员。他曾代表加拿大参加1988年和1992年夏季奥林匹克运动会帆船比赛，其中1988年奥运会获得一枚铜牌。